# Haringsalade (salade)
Een haringsalade is een salade met aardappel, haring en augurk. De salade wordt genuttigd als voorgerecht, als middagmaal, of als onderdeel van een lopend buffet. In de 20ste eeuw werd het gerecht tevens beschouwd als traditionele versnapering op oudejaarsavond.

## Ingrediënten
Het Wannée kookboek uit 1910, een Nederlands standaardkookboek, noemt de volgende ingrediënten: maatjesharing, zure appelen, eieren, gekookte aardappelen, rode biet, een slasoort (gewone sla, veldsla of krulandijvie), zilveruitjes en augurk. Voor de dressing worden slaolie en azijn, of mayonaise gebruikt, en peper en zout.
Het kookboek "Nieuwe vaderlandsche kookkunst" uit 1797 gooit het over een andere boeg. Hierin wordt de haringsalade beschreven als slechts bestaande uit dunne reepjes gesneden haring en bellefleur, en klein gesneden uien. De salade wordt vervolgens met azijn en peper op smaak gebracht.

## Geschiedenis
In de tweede helft van de 19de eeuw lag haringsalade in Nederland voor de hand als voedsel voor het gewone volk. Haring was goedkoop en voedzaam, en daarom een betaalbaar alternatief voor rundvlees. Het werd echter niet zoveel gegeten zoals men op grond daarvan zou verwachten. In Duitsland daarentegen was haringsalade meer gangbaar. Kranten uit die tijd melden bijvoorbeeld hoe de legertroepen van het Groothertogdom Baden bij terugkeer uit de Frans-Duitse Oorlog in 1871 gefeteerd worden op een maaltijd van wijn, bier, haringsalade, worst en brood. Daarnaast was haringsalade in Berlijn vaste prik op kerstavond. Door sommigen werd er op de goedkope salade zelfs een beetje neergekeken.

## Variant
Een variant op de haringsalade is de huzarensalade. Volgens verschillende bronnen is de samenstelling en de bereiding van huzarensalade gelijk aan die van haringsalade, met als enige verschil dat er vlees wordt gebruikt in plaats van haring. Van origine zou het hier gaan om paardenvlees, later werden ook andere vleessoorten gebruikt.